# Lerhon
Lerhon är en sjö i Hylte kommun i Halland och ingår i Nissans huvudavrinningsområde. Sjön har en area på 0,0697 kvadratkilometer och ligger 138,2 meter över havet.

## Delavrinningsområde
Lerhon ingår i det delavrinningsområde (632616-133572) som SMHI kallar för Ovan 632562-133530. Medelhöjden är 133 meter över havet och ytan är 28,33 kvadratkilometer. Räknas de 28 avrinningsområdena uppströms in blir den ackumulerade arean 291,92 kvadratkilometer. Kilan (Västerån) som avvattnar avrinningsområdet har biflödesordning 2, vilket innebär att vattnet flödar genom totalt 2 vattendrag innan det når havet efter 54 kilometer. Avrinningsområdet består mestadels av skog (76 procent) och jordbruk (11 procent). Avrinningsområdet har 0,07 kvadratkilometer vattenytor vilket ger det en sjöprocent på 0,2 procent.